# گوتورم برگ
گوتورم برگ (انگلیسی: Guttorm Berge; ۱۹ آوریل ۱۹۲۹ – ۱۳ مارس ۲۰۰۴) از برندگان مدال‌های بازی‌های المپیک زمستانی اسکی‌باز آلپاین اهل نروژ بود.